# Rosówek
Rosówek (deutsch Neu Rosow) ist ein Dorf im Kreis Police der polnischen Woiwodschaft Westpommern. Es ist ein Teil der Gemeinde Kołbaskowo (Kolbitzow).
Das Dorf liegt 15 Kilometer südwestlich von Stettin an der Grenze zu Deutschland. Auf deutscher Seite liegt Neu-Rosow.